# Faster Kirke
Faster Kirke ligger i Faster Sogn i Ringkøbing-Skjern Kommune, tidligere Bølling Herred og Ringkøbing Amt.
De ældste dele af kirken, kor og skib menes at være bygget omkring år 1200.
Våbenhuset kan være kommet til omkring år 1500, hvor det blev almindeligt med en sådan bygning ved kirkerne. Nøglen, der hænger i våbenhuset, kan være fra den første lås, der blev indsat i døren i 1856. På ydersiden ses to reliefsten, som kunne stamme fra en tidligere korbue i kirken. En anden sten har tydeligvis tjent som øverste bue i et romansk vindue i kirken.
Tårnet blev bygget i 1926 efter en stor lokal indsamling året før. Kapellet i kirkegårdens nordøstlige hjørne kom til i 1942. Og i 1989 blev der opført kontor og maskinrum for graveren lige uden for kirkegårdens vestdige. Kvindedøren i skibets nordvæg er tilmuret, men kan tydelig ses udefra.

## Inventar

### Klokkerne
Kirken har to klokker, som nu hænger i kirkens tårn. Den ældste af disse klokker blev omstøbt i 1870 hos Stallknecht i Horsens. Inden omstøbningen fik man skrevet den spændende tekst på den hidtidige klokke af: ”Anno domini mcdlxxxicg Imido me fecit” En oversættelse kunne være: ”I det Herrens år 1481 cg gjorde Imido mig”. Det vides, at denne meget gamle klokke i 1654 hang i en klokkestabel eller et klokkehus på kirkegården, da kirken jo endnu ikke var forsynet med et tårn. Senere er denne klokke så blevet ophængt i et lydhul højt oppe i korets østgavl. Dette hul, som stadig kan ses i østgavlen, blev muret til i 1950, selv om klokken allerede i 1926 må være ophængt i det nyopførte tårn. I 1975 kom således en større klokke til for at supplere denne ældre klokke. Indskriften på denne sidste klokke er: ”Min sjæl lov Herren og alt i mig love hans hellige navn. Jeg støbtes til Faster kirke år 1975 af Paccard i Frankrig”

### Døbefont
Når det handler om kirkens inventar, så er døbefonten efter alt at dømme det ældste. Den er formentlig helt tilbage fra kirkens indvielse. I begyndelsen stod den tæt på indgangsdørene og blev siden flyttet op i kirken. I 1858 blev den kalket. Rester af denne kalk kan ses på visse flader endnu. I 1872 blev den flyttet ud midt i koret. I 1932 blev kirken skænket en dåbskande og et dåbsfad i messing med indskriften på sidstnævnte: ”Døber dem til Faderens og Sønnens og Helligåndens navn.”

### Krucifiks
Krucifikset, som nu hænger på nordvæggen, befandt sig tidligere i koret. Gennem mange år var det placeret over alteret. Kristusfiguren er middelalderlig, mens korset er af nyere dato.

### Prædikestolen
Prædikestolen er fremstillet i 1576 til Skjern Kirke, hvorfra den kom til Faster kirke i 1630. Den latinske indskrift på prædikestolen er ”Clama necesses annunga populo scelera ipsorum 1576” Det må være et forkortet citat fra Esajas 58 vers 1: ”Råb højt, spar ikke den strube… forkynd mit folk dets brøde”. Lydhimlen er fra 1937, hvor den blev fremstillet som en kopi af den forrige.

### Andet inventar
Alterbordet kan føres tilbage til tiden lige efter reformationen. Fra en officiel beskrivelse ved vi, at altertavlen i 1768 er en såkaldt katekismus-altertavle med forskellige inskriptioner. Der indsættes et nadverbillede i slutningen af 1700-tallet. Dette billede kan i dag ses på Ringkøbing Museum. Dette alterbillede blev nemlig afløst af motivet med den fortabte søns hjemkomst malet af Anker Lund i 1885.
I skibets nordvindue er der en smuk glasmosaik af Poul Høm i 1957 med et billede af den velsignende Kristus.
Ved gudstjenester og kirkelige handlinger står de gamle lysestager på alteret. Der er to kraftige messinglysestager, som blev skænket til kirken i 1638. Den syvarmede messing-lysestage er fra 1927 og skænket af KFUM i Faster. Kirkens alterkalk er fra 1716. Der findes også en alterkande af tin stemplet med ordene: F. H. Thiessen 1812.
Stolestaderne er fra 1910 og hynderne kom til i 1960.
Orgelet er fra 1987 med 12 stemmer to manualer og pedal. Det er bygget af P. Bruhn og Søn. Forud for dette orgel stod der et 4-stemmers Frobeniusorgel på gulvet i kirkeskibets nordside. Dette orgel blev opsat i 1963. Det afløste for sin del et orgel fra 1910 placeret på et pulpitur. Fra 1876 var der et harmonium placeret i venstre side af korbuen.
Kirkens belysning stammer fra år 2000.
- Våbenhus
- Prædikestol
- Alterbilledet "Den fortabte søns hjemkomst" af Anker Lund (1840-1922) malet i 1885.

## Eksterne kilder og henvisninger
- Wikimedia Commons har flere filer relateret til Faster Kirke
- Faster Kirke Arkiveret 19. september 2015 hos  Wayback Machine hos KortTilKirken.dk